# Eddy Setiabudhi
Eddy Setiabudhi ist ein indonesischer Diplomat.

## Werdegang
1990 war Setiabudhi dritter Sekretär für politische Angelegenheiten an der Ständigen Vertretung Indonesiens bei den Vereinten Nationen. Ab dem 28. März 2007 bis 2009 war er Generalkonsul Indonesiens in Frankfurt am Main. Am 30. Januar 2009 wurde Setiabudhi zum Nachfolger von Ahmed Bey Sofwan als Botschafter Indonesiens in Osttimor ernannt. Das Amt hatte Setiabudhi bis 2012 inne, als ihm Marcellinus Primanto Hendrasmoro folgte.
2012 erhielt Setiabudhi von Osttimors Präsidenten José Ramos-Horta die Insígnia des Ordem de Timor-Leste.